# پیلاتوس پی-۱
پیلاتوس پی-۱ (به انگلیسی: Pilatus_P-1) یک هواگرد ملخ‌پیشین تک‌موتوره از نوع   نظامی آموزشی ساخت شرکت Pilatus Aircraft است. در مجموع، تعداد ۰ فروند از این هواگرد ساخته شده‌است.